# Aeonium castello-paivae
Aeonium castello-paivae är en fetbladsväxtart som beskrevs av C. Bolle. Aeonium castello-paivae ingår i släktet Aeonium och familjen fetbladsväxter. Inga underarter finns listade i Catalogue of Life.

## Bildgalleri

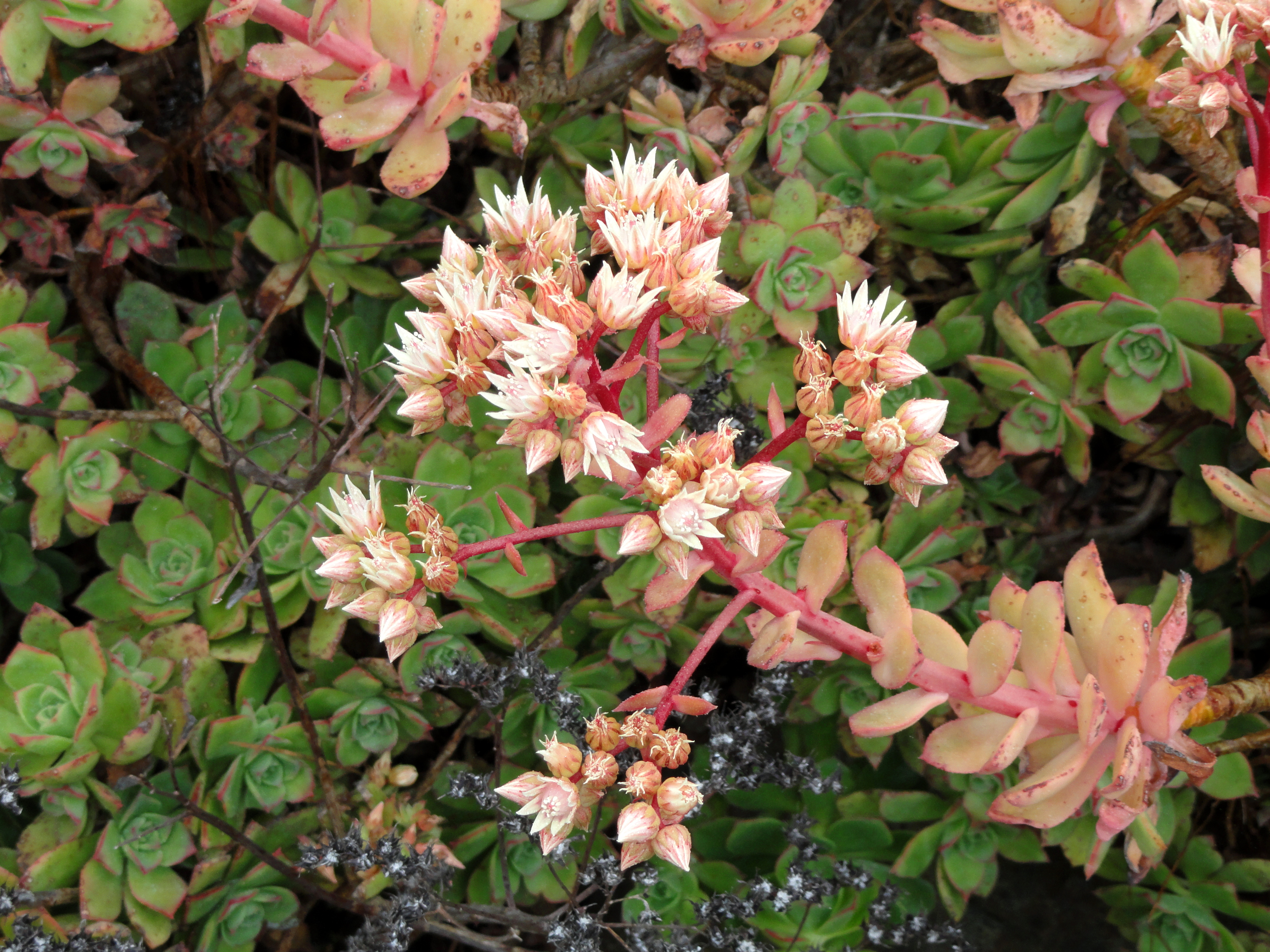